# Thanh Khê Tây
Thanh Khê Tây là một phường thuộc quận Thanh Khê, thành phố Đà Nẵng, Việt Nam.

## Địa lý
Phường Thanh Khê Tây có vị trí địa lý:
- Phía đông giáp phường Thanh Khê Đông
- Phía tây giáp quận Liên Chiểu
- Phía nam giáp phường An Khê
- Phía bắc giáp Biển Đông (Vịnh Đà Nẵng).

Phường Thanh Khê Tây có diện tích 2,38 km², dân số năm 2023 là 36.444 người, mật độ dân số đạt 15.312 người/km².

## Lịch sử
Phường Thanh Khê Tây được thành lập năm 2005 trên cơ sở một phần diện tích và dân số của phường Thanh Lộc Đán
Phường Thanh Khê Tây trước đây là cái nôi của ngoại tôn Nhà Nguyễn bà Hoàng Hậu dưới triều Đồng Khánh được vua [Đồng Khánh] ban Đất cầm cưới, nay gọi đất Hoàng Hậu nằm phía Bắc của phường Thanh Khê Tây (gọi là Khu Phố Thanh Khê).
- Từ thời Nhà Đường đến Nhà Ngô, Đinh, Tiền Lê: Thanh Khê Tây thuộc đất Chiêm.
- Thời Nhà Lý, Nhà Trần: được gọi là xứ Thanh Khê thuộc Nam Ô châu (do khe nước xanh, nay là con sông Phú Lộc mà có tên địa danh này) cũng có sự giằng co qua lại giữa Chiêmvà Việt trong thời gian nàầy.
- Thời nhà Hậu Lê, có tên: xứ Thanh Khê Tây thuộc thừa tuyên Quảng Nam,
- Thời Nhà Nguyễn, được gọi là phường Thanh Khê thuộc Toran,
- Từ năm 1954 đến năm 1970, được gọi là khu phố Thanh Khê trực thuộc khu Đà Nẵng.
- Từ năm 1970 đến năm 2005, thuộc phường Thanh Lộc Đán trực thuộc thành phố Đà Nẵng

Ngày 24 tháng 10 năm 2024, Ủy ban Thường vụ Quốc hội ban hành Nghị quyết số 1251/NQ-UBTVQH15 về việc sắp xếp đơn vị hành chính cấp xã thành phố Đà Nẵng giai đoạn 2023 – 2025 (nghị quyết có hiệu lực từ ngày 1 tháng 1 năm 2025). Theo đó, điều chỉnh 1,03 km² diện tích tự nhiên và quy mô dân số là 15.220 người của phường Hòa Minh, quận Liên Chiểu vào phường Thanh Khê Tây, quận Thanh Khê.
Sau khi điều chỉnh, phường Thanh Khê Tây có 2,38 km² diện tích tự nhiên và quy mô dân số là 36.444 người.

## Kinh tế
Khu kinh tế phía đông dọc đường Điện Biên Phủ (ngã ba Huế) rất phát triển, vào năm 1992 sau khi xoá bỏ bao cấp người dân buôn bán tôn củ, sắt thép phế liệu cán sắt xây dựng... điển hình là Nhà máy tôn Bà Bảy, Cty TNHH Thanh Phú,... Khu điều tiết nước thải bờ hồ Tây.

## Văn hóa
Thanh Khê Đông và Thanh Khê Tây xưa thuộc làng Thanh Khê, được xem là vùng đất học. Trong thời kì phong kiến, Thanh Khê Tây là làng giàu về kinh tế, giàu truyền thống văn hoá mà phần lớn là Hậu duệ dòng họ Đào quốc Công.
Ngoài các lễ chính trong năm như: Tết cổ truyền, Tết Đoan Ngọ, lễ tế Thần Hoàng ra còn có lễ cúng giỗ các chư phái tộc tại Nhà thờ đất hoàng hậu vào đầu tháng 11 âm lịch hằng năm.